# Arno Pijpers
Arno Pijpers (Rotterdam, 21 aprile 1959) è un allenatore di calcio ed ex calciatore olandese, di ruolo difensore, tecnico del Flora Tallinn.

## Carriera

### Giocatore
Da calciatore militò nel Feyenoord e nel Papendrecht.

### Allenatore
Divenuto allenatore, lavorò per la Federazione calcistica dei Paesi Bassi come allenatore delle selezioni giovanili, prima di assumere il doppio ruolo di tecnico del Flora Tallinn e CT della Nazionale estone. Alla fine del suo contratto si trasferì in Eredivisie, all'Utrecht (allenatore e direttore tecnico), e nel 2006 fu nominato CT della Nazionale kazaka. Nello stesso anno fu ingaggiato dall'Astana, squadra della massima serie locale, che condusse alla vittoria del titolo.

## Palmarès

### Allenatore
- Campionato estone: 4

Flora Tallinn: 2001, 2002, 2003, 2017
- Supercoppa d'Estonia: 3

Flora Tallinn: 2002, 2003, 2017
- Campionato kazako: 1

Astana: 2006